# Le Polonais (Delacroix)
Le Polonais – ou Étude de nu – est un tableau réalisé par le peintre français Eugène Delacroix vers 1821-1822. Cette huile sur papier marouflé sur toile est un nu qui représente un homme debout devant un fond neutre, la main gauche sur le cœur. L'œuvre est conservée au musée national Eugène-Delacroix, à Paris.